# Tajerouine
Tajerouine o Tadjerouine (àrab: تاجروين, Tājarwīn) és una ciutat de Tunísia a la governació del Kef, situada uns 38 km al sud-oest de la ciutat del Kef, al peu del Djebel Slata de 1.103 metres, que queda a l'oest, i del Djebel El Houdh, que queda al nord-est, a 699 metres sobre el nivell del mar. La municipalitat té 18.185 habitants amb uns 7.200 a la mateixa ciutat i la resta als altres nuclis del municipi.
La via del ferrocarril passa a uns 2 km al sud. Una carretera entre la ciutat i Kalaat Senan passa per la rodalia de la Taula de Jugurta que és una atracció turística de primer ordre. La ciutat és capçalera d'una delegació amb una població de 34.070 habitants.

## Economia
La ciutat és principalment agrícola; també hi ha ramats de bovins i ovins. També s'hi produeix argila. Hi ha nombroses fonts naturals i està projectada una fàbrica d'envasament d'aigua. A la ciutat s'organitza cada any un festival d'equitació.

## Administració
És el centre de la delegació o mutamadiyya homònima, amb codi geogràfic 23 55 (ISO 3166-2:TN-12), dividida en dotze sectors o imades:
- Tajerouine Nord (23 55 51)
- Tajerouine Sud (23 55 52)
- Aïn El Abar (23 55 53)
- Cité Bourguiba (23 55 54)
- Sidi M’tir (23 55 55)
- Ennajet (23 55 56)
- Sidi Abdelbasset (23 55 57)
- Jezza (23 55 58)
- El Houdh (23 55 59)
- Menzel Salem (23 55 60)
- Borj Eddiouana (23 55 61)
- Garn Halfaia (23 55 62)

Al mateix temps, forma una municipalitat o baladiyya (codi geogràfic 23 15).